# جارود لايلي
جارود لايلي (بالإنجليزية: Jarrod Lyle)‏ هو لاعب غولف أسترالي، ولد في 21 أغسطس 1981 في شيبارتون في أستراليا، وتوفي في 8 أغسطس 2018 في Torquay, Victoria ‏ في أستراليا بسبب لوكيميا نخاعية حادة.

## وصلات خارجية
- الموقع الرسمي
- جارود لايلي على موقع رابطة لاعبي الغولف المحترفين (الإنجليزية)
- جارود لايلي على موقع رابطة اليابان للاعبي الغولف المحترفين (الإنجليزية)
- جارود لايلي على موقع التصنيف العالمي الرسمي للغولف (الإنجليزية)